# Josef David (malíř)

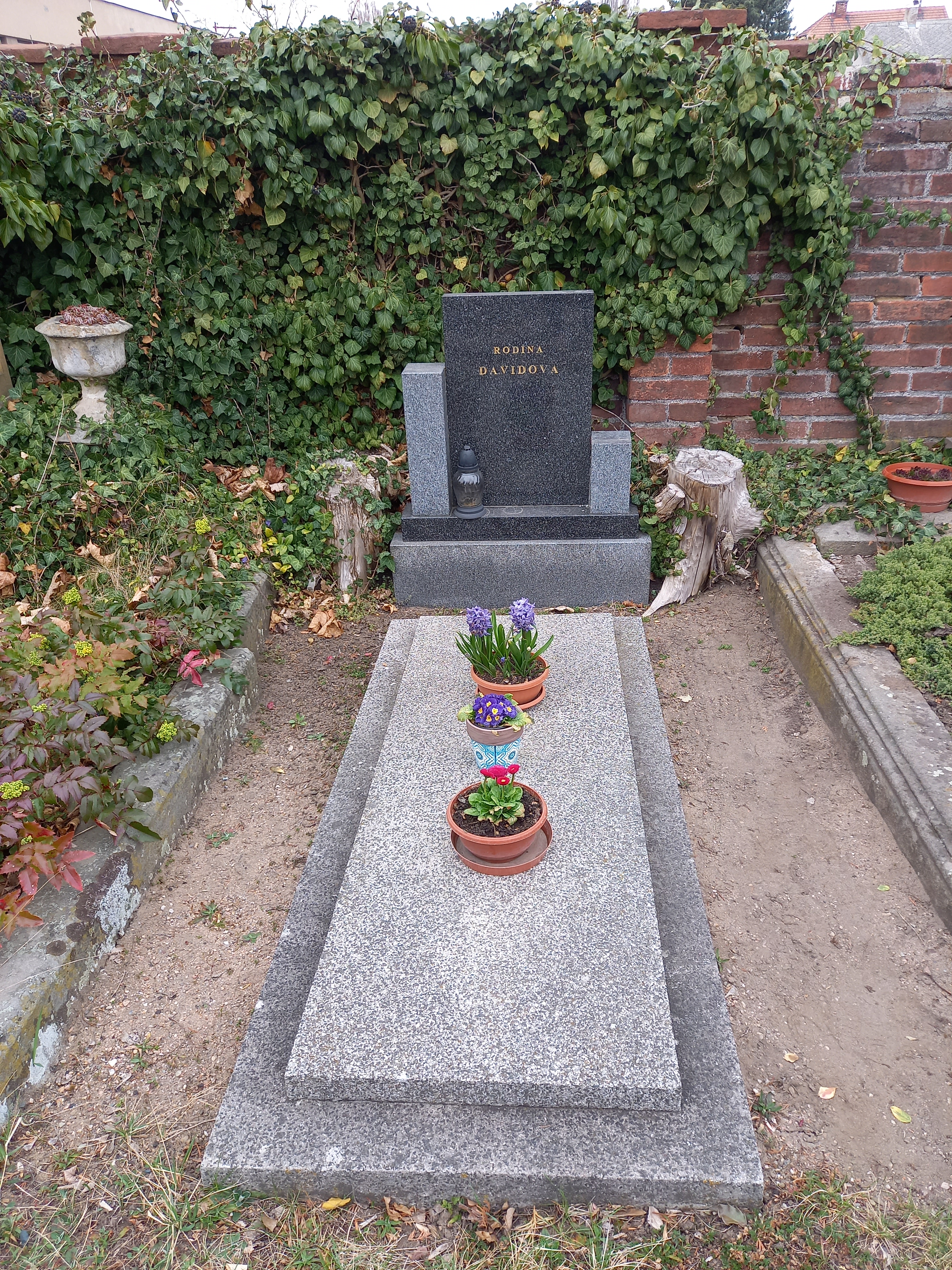
hrob malíře Josefa Davida na hřbitově ve Slatiňanech

Josef David, křtěný Josef František (2. prosince 1898 Dobrnice - 28. prosince 1978 Slatiňany), byl český malíř, krajinář a pedagog.

## Život
Narodil se v Dobrnicích v rodině učitele na dobrnické obecné škole Jana Davida a jeho manželky Marie roz. Davidové. Po absolvování obecné školy ve svém rodišti zamířil za dalším studiem do Čáslavi, kde absolvoval místní učitelský ústav a roku 1919 nastoupil do Duchcova, kde vyučoval na české měšťanské škole.
Vzhledem ke svému očividnému talentu se stal Josef David externím žákem českého krajináře Aloise Kalvody.
V Duchcově působil po celou první republiku, své obrazy vystavoval nejenom ve svém působišti, ale i v Teplicícha, Mostě a Chomutově. Podle jeho obrazů byly rovněž vydány i barevné pohlednice. Z Duchcova zamířil do Chrasti u Chrudimi, kde působil ve školství a zároveň se stal rovněž „malířem Vysočiny“.
Josef David zemřel koncem prosince roku 1978 v nedalekých Slatiňanech.

## Dílo
- Zadní zámecké průčelí
- Knížecí zahrada
- Kostel na náměstí
- Evangelický kostel
- Rybník s evangelickým kostelem
- V zimě